# Лес-Мелу, Пьер
Пьер Лес-Мелу́ (фр. Pierre Lees-Melou; 25 мая 1993, Лангон, Франция) — французский футболист, атакующий полузащитник клуба «Брест».

## Биография
Пьер Лес-Мелу начал играть в футбол в возрасте пяти лет в клубе «Пьер Монсуа». В 2003 году он стал игроком молодёжной команды футбольного клуба «Бордо». Он пробыл в команде шесть лет, но покинул её из-за невысокого роста и хрупкости. После этого Лес-Мелу перешёл в «Лангон», в котором в основном играл за молодёжную команду.
После вылета его команды из Первого регионального дивизиона он перешёл в клуб из того же дивизиона «Мериньяк-Арлак», в котором получил большое количество игрового времени. Спустя 6 месяцев футболист стал игроком клуба «Леж-Кап-Ферре». В первом же сезоне он выиграл чемпионат и кубок Аквитании. Его второй сезон в клубе оказался весьма успешным: после того, как в первой части сезона Пьер забил девять голов в двенадцати матчах, он отправился на просмотр во французский «Дижон». По окончании сезона команда снова выиграла кубок Аквитании, а Лес-Мелу забил 19 голов, отдал 6 голевых передач и был признан лучшим игроком чемпионата.
28 мая 2015 года игрок подписал контракт на 2 года с «Дижоном» из Лиги 2. В своём втором матче за клуб он получил травму ноги и восстанавливался в течение трёх месяцев. Он вернулся на поле в ноябре в матче Кубка Франции против клуба «Вейль-Саон» (9:0), в котором забил три гола и отдал три голевые передачи. 9 апреля 2017 года Лес-Мелу забил первый гол в чемпионате в матче против «Клермона» (3:2). Несколько дней спустя, 18 апреля, он забил второй гол в матче против «Парижа» (3:0). В своём первом профессиональном сезоне в карьере он сыграл в шестнадцати матчах чемпионата, в которых забил два мяча, а его команда пробилась в чемпионат Франции. Летом 2016 года он продлил свой контракт с клубом ещё на два года.
27 августа 2016 года Лес-Мелу дебютировал в чемпионате Франции в матче против «Лиона» (4:2), выйдя на замену на 62-й минуте вместо Лои Дьони, и забил гол в конце встречи. В составе команды он провёл 32 матча в чемпионате, в которых забил 7 мячей и отдал 3 голевые передачи.
16 июня 2017 года стало известно, что Пьер подписал контракт с «Ниццей» на 4 года. Он дебютировал за клуб в матче Лиги чемпионов в квалификации против амстердамского «Аякса» и в дальнейшем сыграл ещё в 139 играх, нередко выходя на поле с капитанской повязкой.
В июле 2021 года перешёл в клуб Английской Премьер-лиги «Норвич Сити», подписав трехлетний контракт до 2024 года.

## Статистика
| Выступление      | Выступление             | Выступление      | Лига | Лига | Кубки | Кубки | Кубок лиги | Кубок лиги | Еврокубки | Еврокубки | Итого | Итого |
| Клуб             | Лига                    | Сезон            | Игры | Голы | Игры  | Голы  | Игры       | Голы       | Игры      | Голы      | Игры  | Голы  |
| ---------------- | ----------------------- | ---------------- | ---- | ---- | ----- | ----- | ---------- | ---------- | --------- | --------- | ----- | ----- |
| Леж-Кап-Ферре    | ЛЧФ 2 Группа F          | 2013/2014        | 24   | 3    | 0     | 0     | —          | —          | —         | —         | 24    | 3     |
| Леж-Кап-Ферре    | ЛЧФ 2 Группа H          | 2014/2015        | 26   | 10   | 0     | 0     | —          | —          | —         | —         | 26    | 10    |
| Леж-Кап-Ферре    | Итого                   | Итого            | 50   | 13   | 0     | 0     | 0          | 0          | 0         | 0         | 50    | 13    |
| Дижон            | Лига 2                  | 2015/2016        | 16   | 2    | 2     | 3     | 1          | 0          | —         | —         | 19    | 5     |
| Дижон            | Чемпионат Франции       | 2016/2017        | 32   | 7    | 1     | 0     | 1          | 0          | —         | —         | 34    | 7     |
| Дижон            | Итого                   | Итого            | 48   | 9    | 3     | 3     | 2          | 0          | 0         | 0         | 53    | 12    |
| Ницца            | Чемпионат Франции       | 2017/2018        | 34   | 5    | 0     | 0     | 2          | 0          | 11        | 0         | 47    | 5     |
| Ницца            | Чемпионат Франции       | 2018/2019        | 30   | 2    | 0     | 0     | 1          | 0          | —         | —         | 31    | 2     |
| Ницца            | Чемпионат Франции       | 2019/2020        | 26   | 5    | 2     | 0     | 1          | 1          | —         | —         | 29    | 6     |
| Ницца            | Чемпионат Франции       | 2020/2021        | 29   | 4    | 0     | 0     | 2          | 1          | 2         | 0         | 33    | 5     |
| Ницца            | Итого                   | Итого            | 119  | 16   | 2     | 0     | 6          | 2          | 13        | 0         | 140   | 18    |
| Норвич Сити      | Английская Премьер-лига | 2021/2022        | 1    | 0    | 0     | 0     | 0          | 0          | —         | —         | 1     | 0     |
| Норвич Сити      | Итого                   | Итого            | 1    | 0    | 0     | 0     | 0          | 0          | 0         | 0         | 1     | 0     |
| Всего за карьеру | Всего за карьеру        | Всего за карьеру | 218  | 38   | 5     | 3     | 8          | 2          | 13        | 0         | 244   | 43    |